# 大阪電解事件
大阪電解事件（おおさかでんかいじけん）とは1974年に発生した殺人事件。

## 概要
大阪電解の運転手D（当時51歳）と洗車業S（当時37歳）の2人は、刑務所での服役を通じた知り合いで、二人とも出所後は金に困っていた。二人はDの勤務先のA専務（当時63歳）を殺害して金庫の小切手を盗み、A専務が会社の金を横領して姿をくらませたように見せかけて大金を奪うことを計画。1974年7月10日、大阪府内でA専務を殺害し、死体を神戸市生田区のポートアイランドに埋めた。しかし、すぐにA専務の失踪が公になり、小切手を換金することに失敗した。
二人はさらに会計責任者Bに対してA専務と同様の殺害を計画。大阪電解から小切手用紙を盗んだうえ、10月3日、大阪府内で会社の会計責任者B（当時55歳）を殺害、死体を神戸市生田区のポートアイランドに埋めた。
その後の捜査でDとSが逮捕、起訴された。
1978年2月23日、大阪地方裁判所での一審で二人に死刑判決。1980年11月28日、二審の大阪高等裁判所で控訴が棄却され、最高裁判所に上告を行ったが、1984年4月27日、上告棄却を最高裁が決定したため、二人の死刑が確定した。  
1993年11月26日、死刑執行。Dは享年70、Sは享年56。

## 関連書籍
- 井上薫『死刑の理由』（新潮文庫）